# Quà lưu niệm

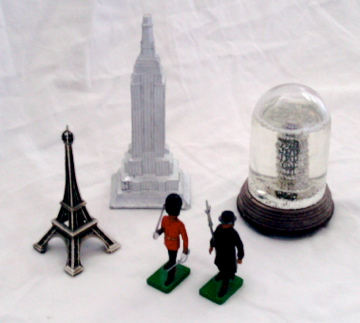
Một số món đồ lưu niệm thường thấy: tượng nhỏ, mô hình, quả cầu tuyết

Đồ lưu niệm (còn gọi là quà lưu niệm) là một đồ vật mà người ta mua hoặc sưu tập rồi gắn nó với một kỷ niệm nào đó, ví dụ mang về nhà để ghi nhớ chuyến đi du lịch vừa diễn ra. Món đồ này có thể thể hiện giá trị vật chất hoặc dùng để biểu hiện cho việc người sở hữu đã từng trải nghiệm điều gì đó. Nếu không gắn với một ai thì món đồ lưu niệm mất đi ý nghĩa biểu tượng.

## Đồ lưu niệm thông thường
Ngành du lịch sản xuất ra rất nhiều món đồ lưu niệm để lưu lại dấu ấn cho du khách khi đến vùng đất đó. Các món đồ này có thể đính kèm thông tin địa lý và thường được thiết kế để thúc đẩy người ta mua về sưu tập.
Hoạt động mua bán đồ lưu niệm đóng vai trò quan trọng trong du lịch vì giữ hai vai trò: (1) thúc đẩy nền kinh tế địa phương và (2) tạo cơ hội cho du khách mang được món hàng gì đó về nhà nhằm nhớ đến chuyến đi, qua đó khuyến khích du khách quay trở lại du lịch lần nữa, hoặc thông qua đồ lưu niệm để tiếp thị truyền miệng đến các khách hàng tiềm năng khác. Đồ lưu niệm được cho là phổ biến nhất là là những tấm hình do du khách tự chụp trong chuyến đi, đóng vai trò lưu giữ ký ức về địa danh và sự kiện.
Đồ lưu niệm có thể được sản xuất hàng loạt hoặc sản xuất nhỏ lẻ. Một số mặt hàng sản xuất hàng loạt có thể kể ra như: trang phục (áo thun và mũ); hiện vật sưu tầm (bưu thiếp, nam châm tủ lạnh, móc chìa khóa, đồng xu và đồng token, quả chuông, tượng nhỏ); đồ gia dụng (thìa, ly cối, bát ăn, đĩa ăn, gạt tàn thuốc lá, vở, giấy lót li);...Hàng sản xuất nhỏ lẻ có các vật phẩm nghệ thuật dân gian, hàng thủ công mỹ nghệ, các vật phẩm phi thương mại mang nét văn hóa địa phương, hoặc là các vật phẩm nguồn gốc thiên nhiên như cát biển, vỏ sò,... 
Trong vài trường hợp lạ lùng nào đó, đồ lưu niệm có thể chính là chiến lợi phẩm do binh lính lấy về sau cuộc chiến. Ví dụ một lính người Pashtun trong lực lượng Lực lượng Nội địa Anh sau khi tham gia chiến tranh thế giới thứ nhất đã mang về tặng vợ ở Ấn Độ một chuỗi xâu lỗ tai người. Ông ta tuyên bố đó là tai của những tên địch mà ông ta đã tiêu diệt.

## Kỷ vật

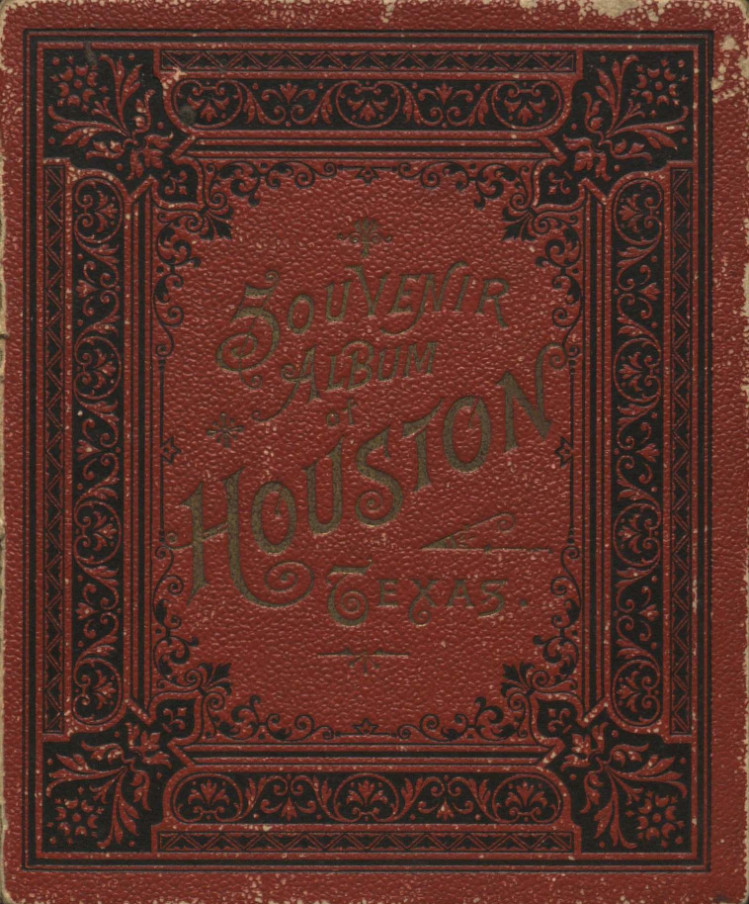
Cuốn album sưu tầm ảnh một số tòa nhà ở Houston, Texas, Hoa Kỳ, 1891

Kỷ vật cũng là một loại đồ lưu giữ ký ức nhưng khác với đồ lưu niệm thông thường ở chỗ là chúng thường gắn với một sự kiện lịch sử, văn hóa, thể thao, giải trí nào đó hay một ngành nghề chuyên môn, hoặc gắn với một nhãn hiệu thương mại nào đó. Ví dụ về kỷ vật là áo đấu, dụng cụ chơi trò chơi, áp phích, kim ghim,... Những món đồ này thường được bọc vỏ để bảo quản hoặc được trưng bày trong tủ kính.

## Quà tặng

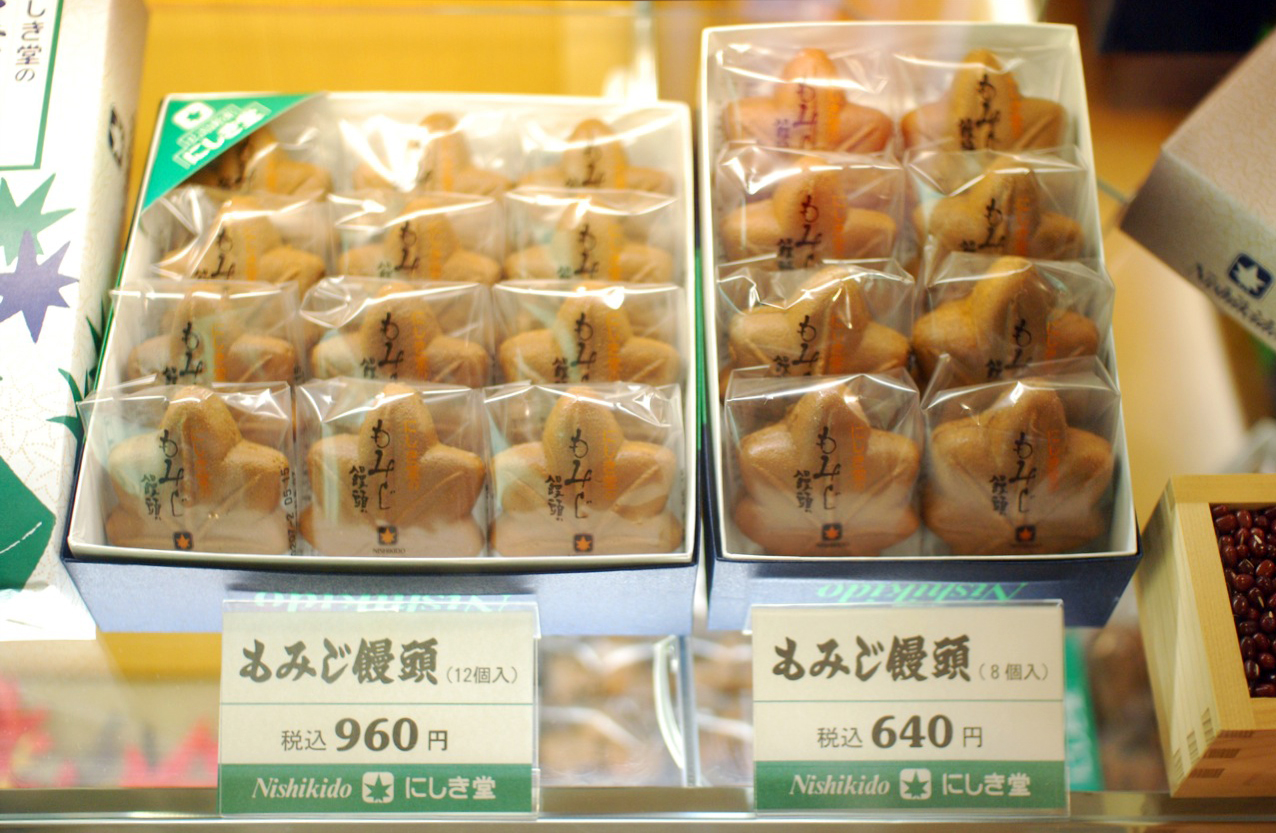
Momiji manju omiyage, Nhật Bản

Ở Nhật Bản, mỗi tỉnh có những món đặc sản thể hiện nét truyền thống của địa phương, gọi là omiyage (お土産 omiyage). Khi đi nơi khác về, người Nhật hay mua omiyage để tặng đồng nghiệp và người thân như một quy tắc phải tuân theo trong xã hội nước này, có thể mang ý nghĩa như một lời tạ lỗi do đã vắng mặt trong thời gian vừa qua. Omiyage mang lại doanh thu lớn cho các khu du lịch của Nhật. Khác với đồ lưu niệm thông thường, omiyage thường là món ăn đặc trưng địa phương được đóng gói thành từng phần nhỏ để dễ biếu tặng. 
Du khách cũng có thể mua đồ lưu niệm về làm quà cho những ai quen biết mà không được đi du lịch.
Ở Philippines cũng có một truyền thống tương tự Nhật Bản là tặng quà lưu niệm cho người thân, bạn bè và đồng nghiệp, gọi là Pasalubong.

## Hình ảnh

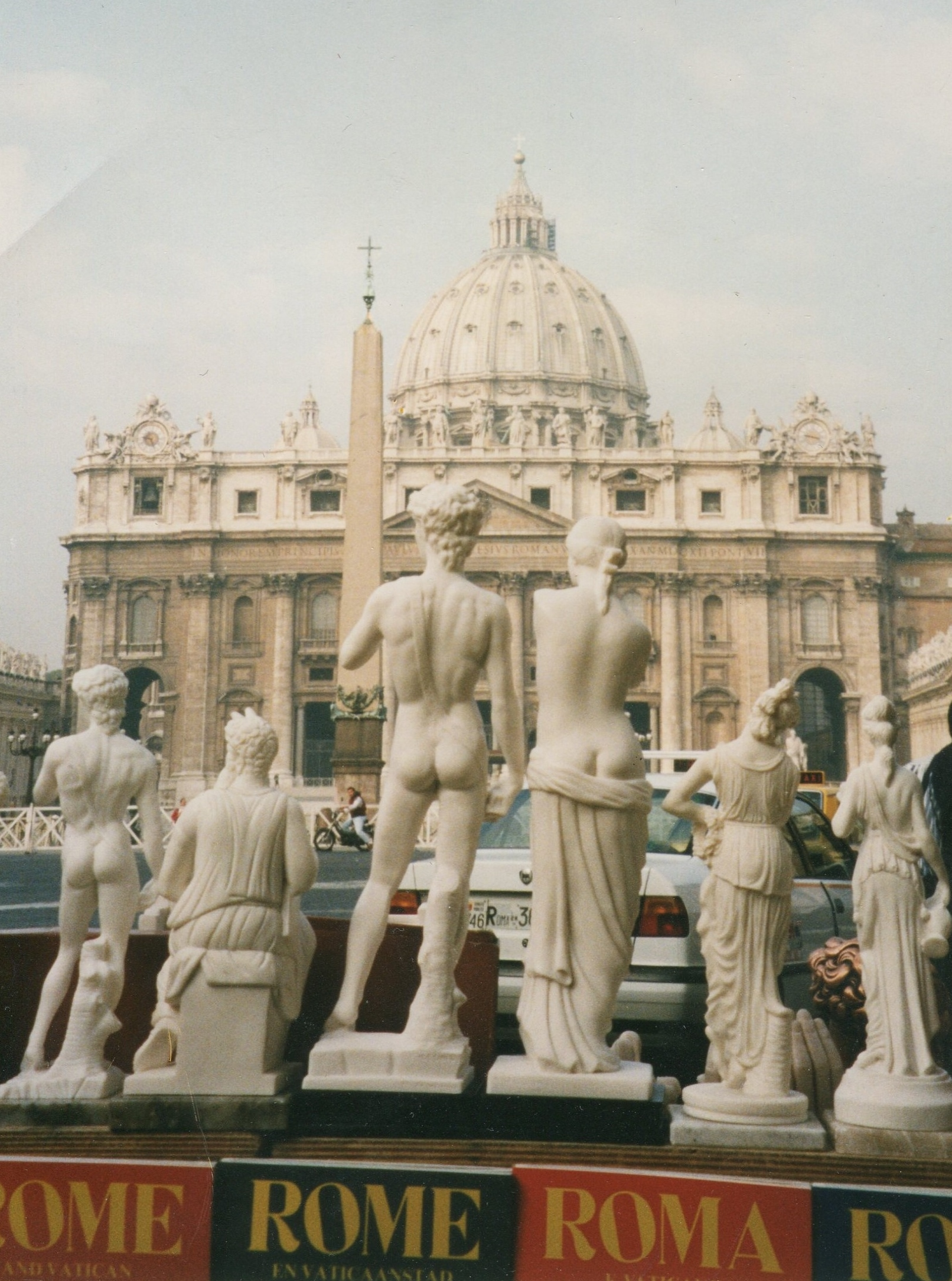
Tượng lưu niệm (Roma, Ý)
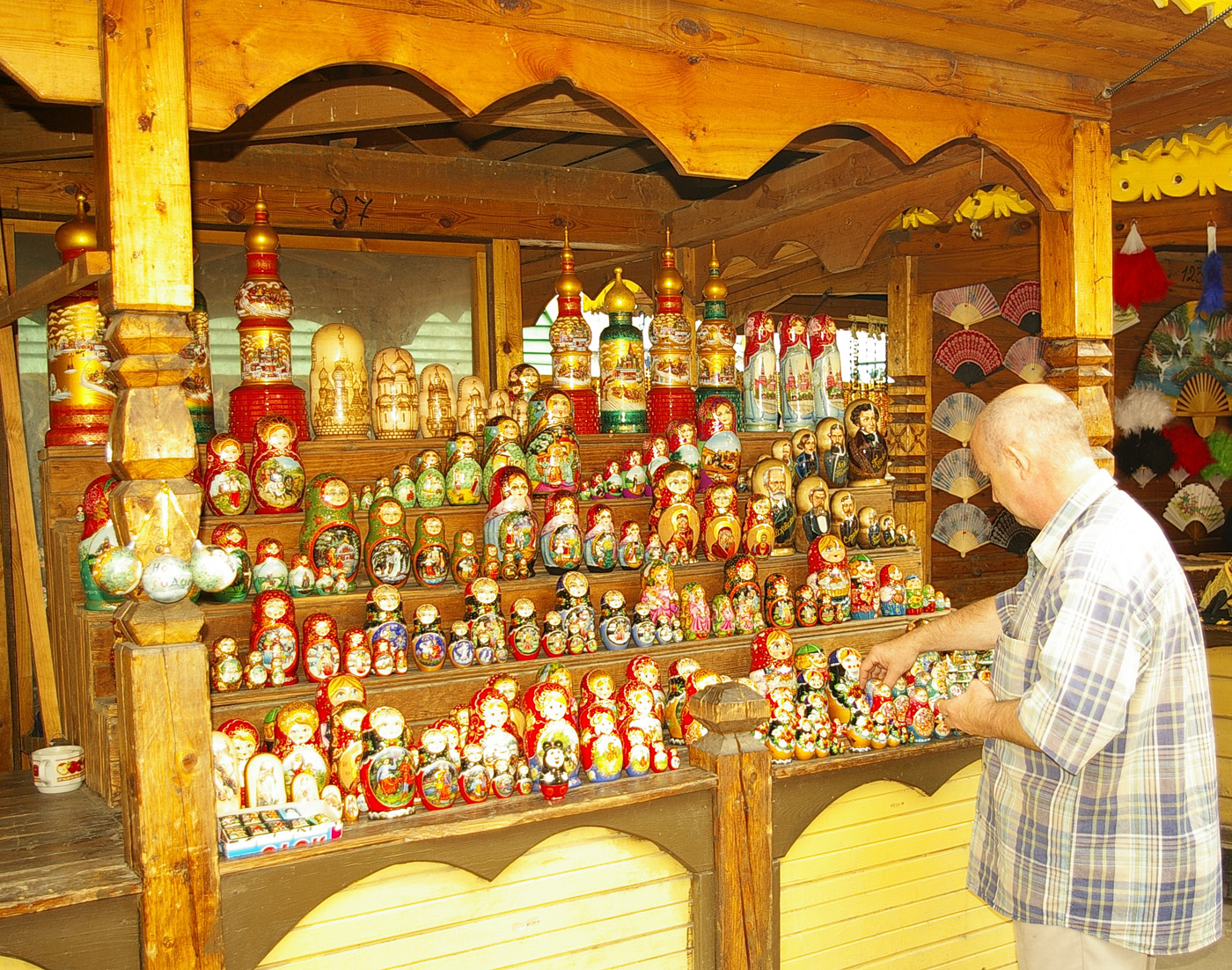
Búp bê Matryoshka (Nga)
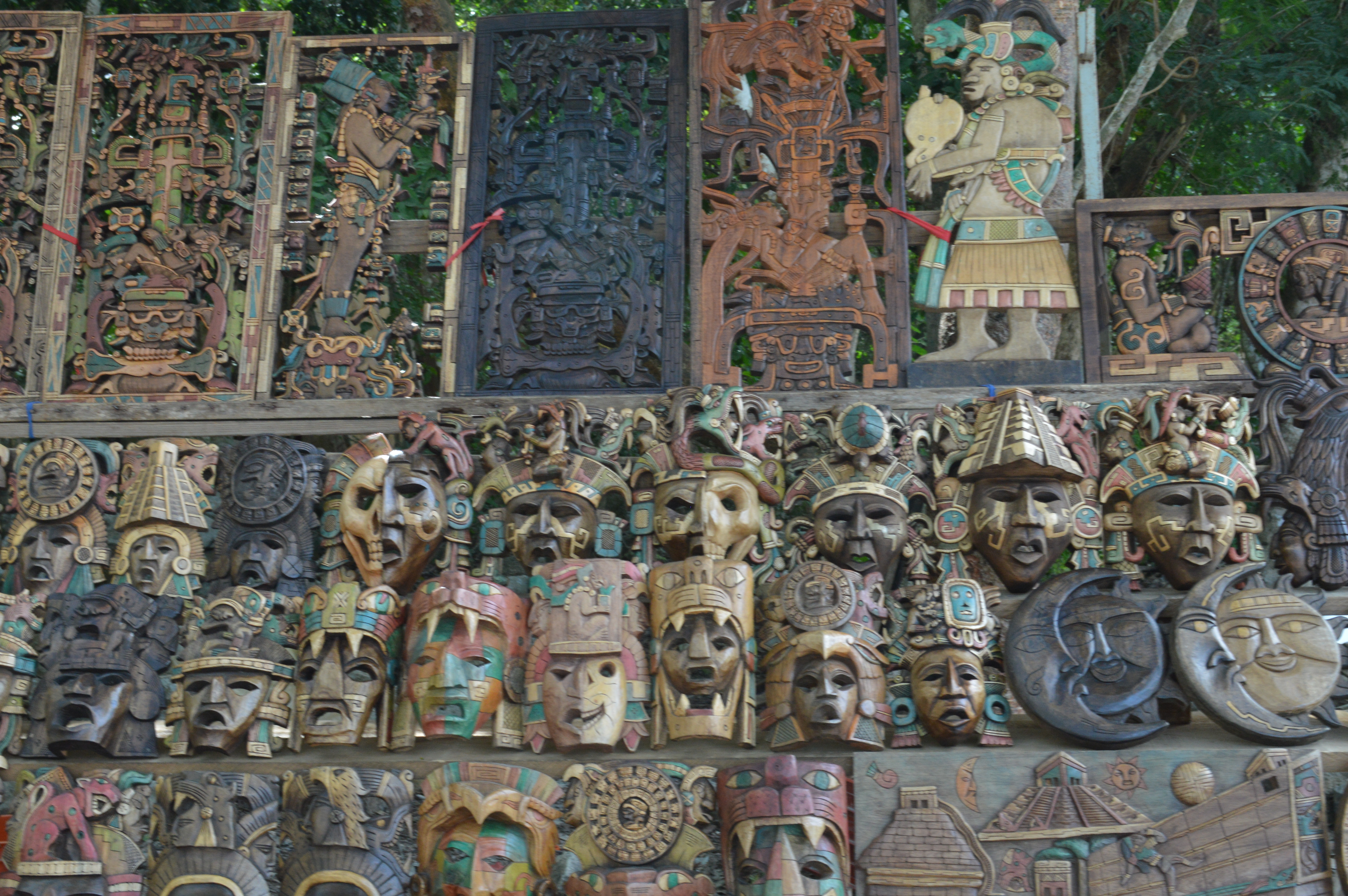
Đồ lưu niệm thủ công làm bằng gỗ (Chichén Itzá, Yucatán, México)
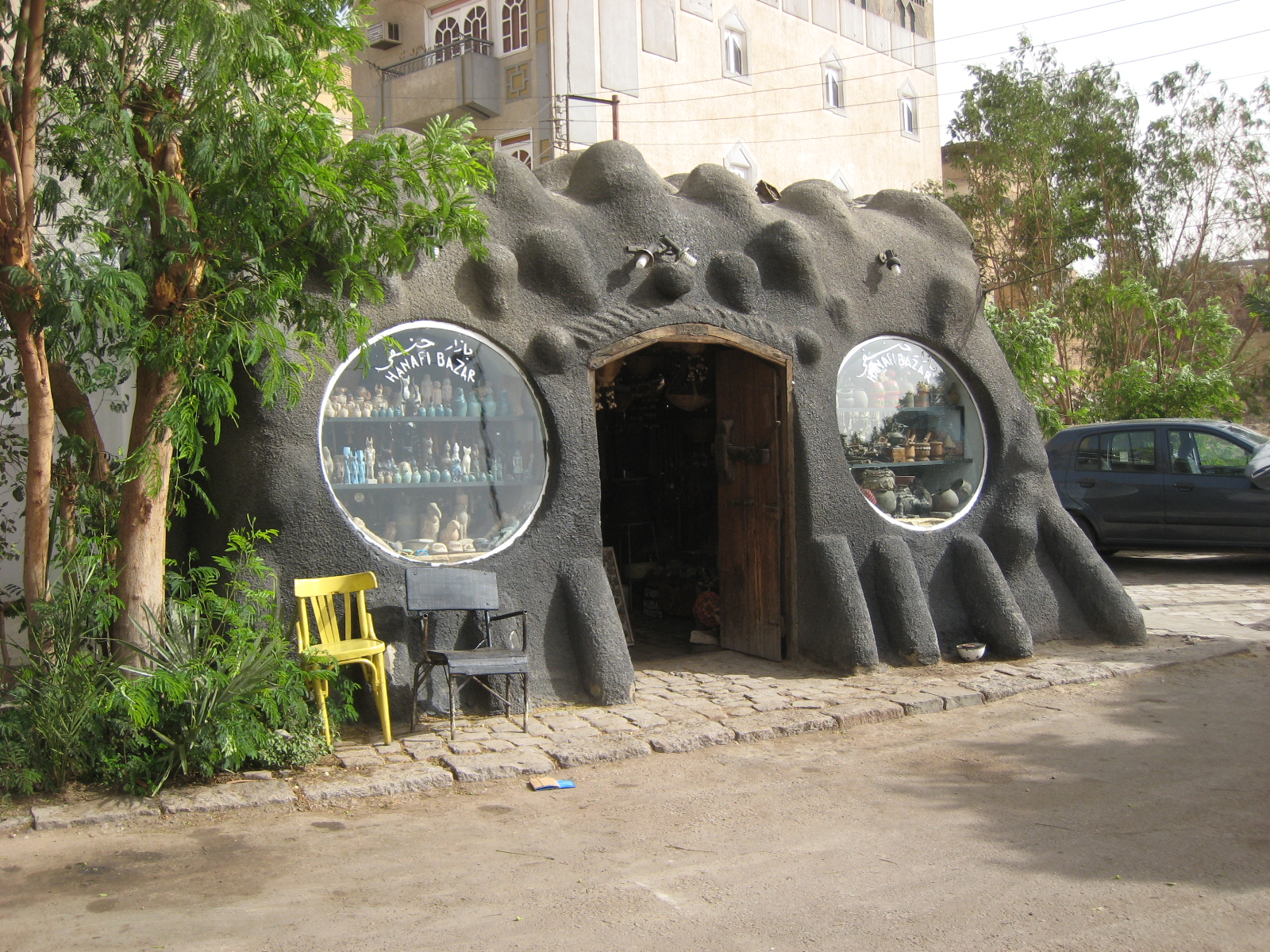
Một tiệm bán đồ lưu niệm ở Ai Cập
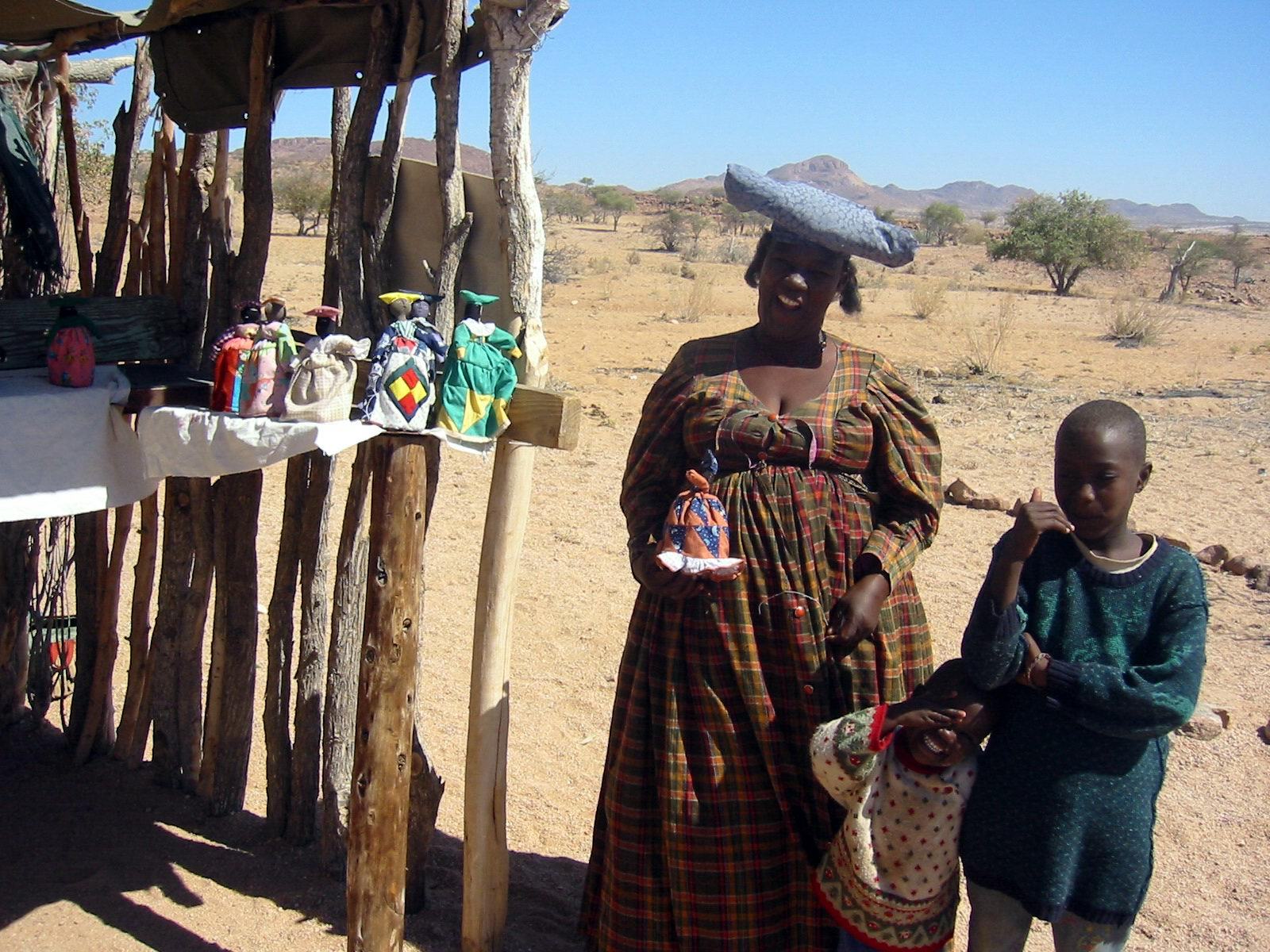
Một quầy đồ lưu niệm ở Namibia
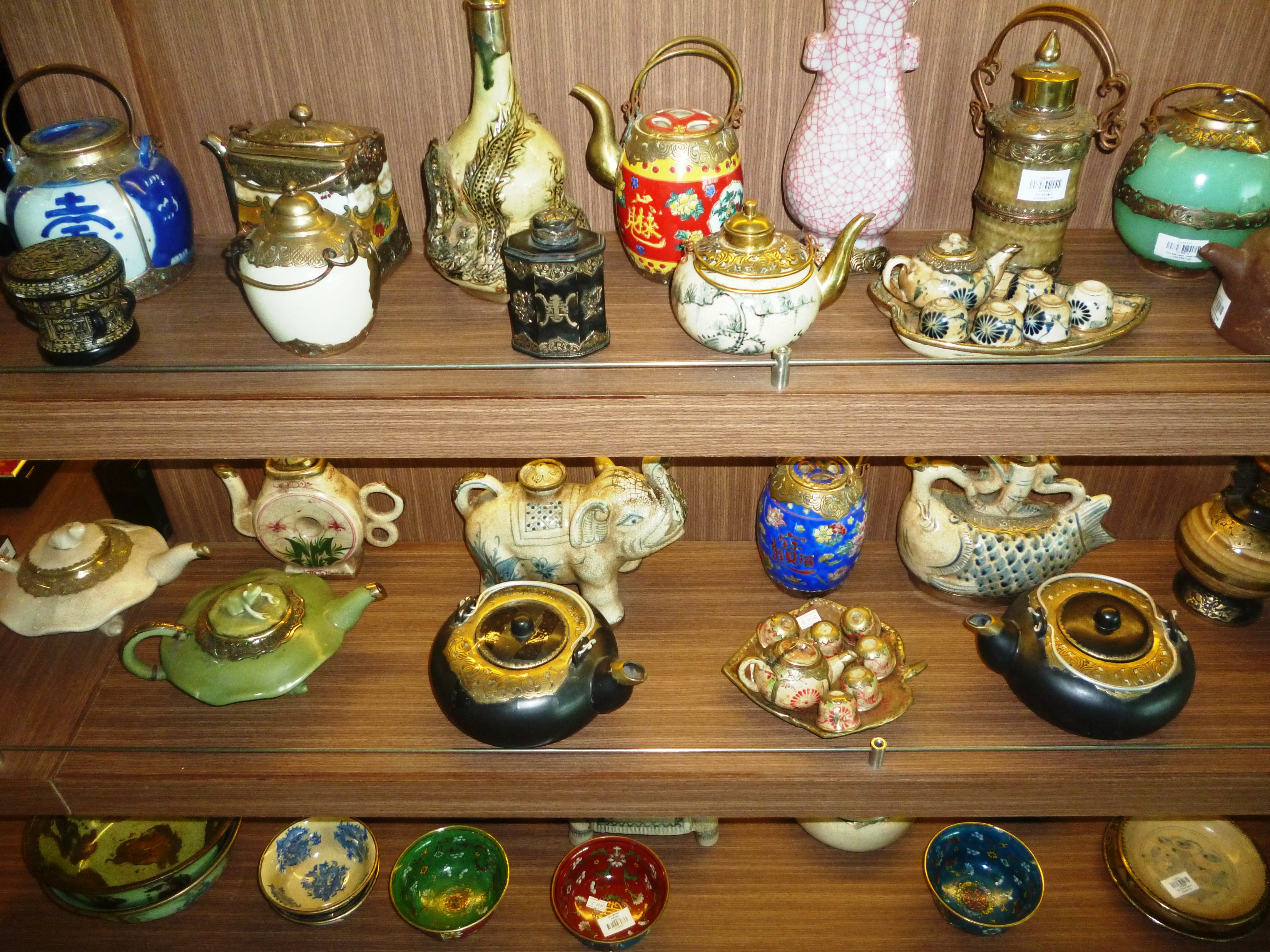
Đồ lưu niệm tại sân bay Phú Bài (Huế, Việt Nam)
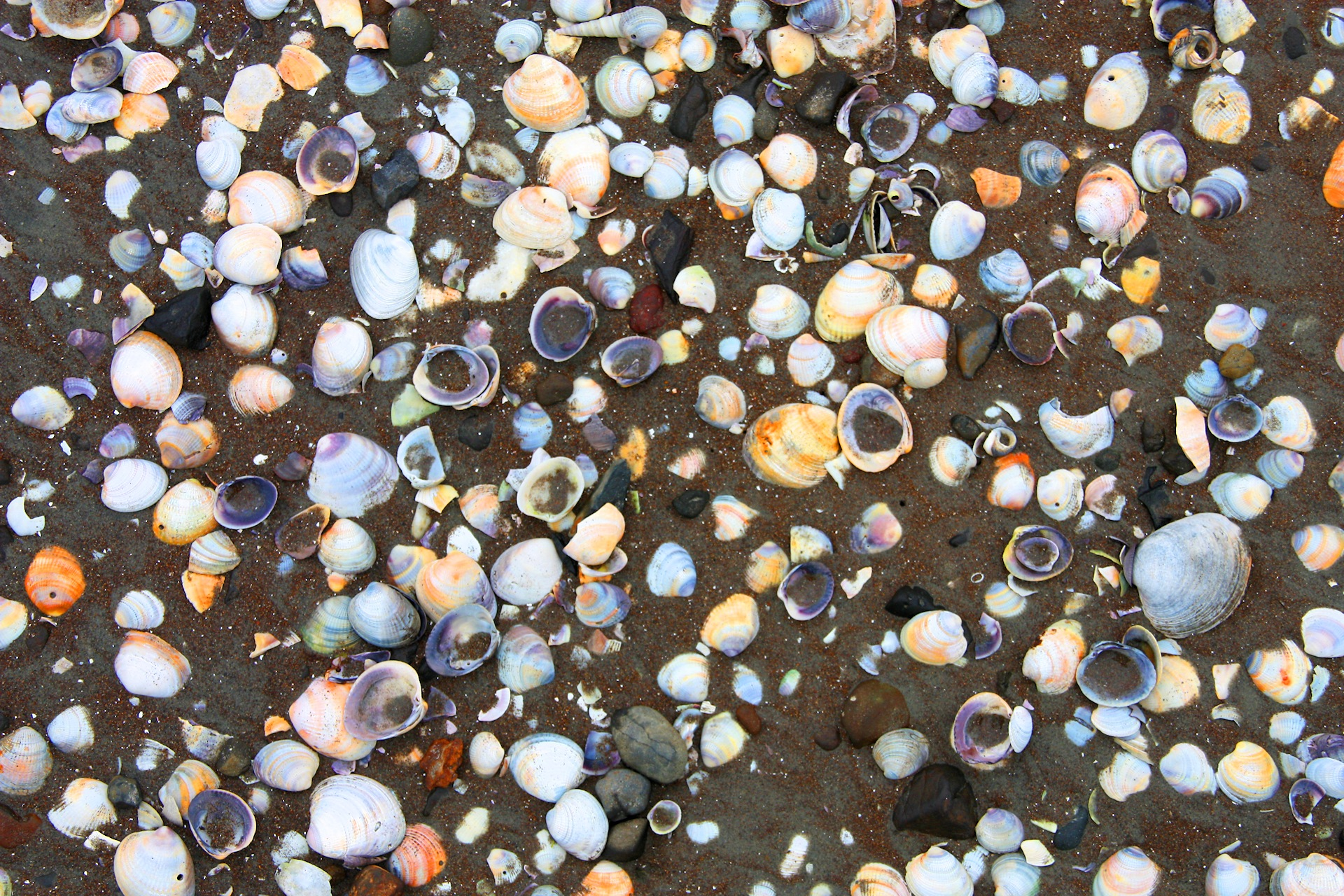
Vỏ sò, ốc tự nhiên trên bãi biển ở New Zealand. Không khuyến khích lượm lặt vỏ sò về làm đồ lưu niệm.